# Henry Koster (botánico)
Henry Koster ( 8 de octubre de 1793 – 6 de diciembre de 1820) fue un naturalista, botánico, explorador, y artista inglés.
En 1816, con su colega William Swainson (1789-1855) exploraron Brasil. Henry Koster ya había viajado allí, y hecho famoso por su libro Travels in Brazil. Allí, se encontró con el Dr Grigori Ivanovitch Langsdorff, también un explorador de Brasil, y Cónsul General de Rusia. Volvieron a Londres, en 1818, con una colección de 20.000 insectos, 1.200 especies vegetales, y dibujos de 120 especies de peces, y cerca de 760 esqueletos de aves.

## Otras publicaciones

### Libros
- henry Koster. 2010. Travels in Brazil. Reeditó General Books LLC, 322 pp. ISBN 1-154-11539-9

- -----------------. 1818. Voyages dans la partie septentrionale du Brésil: depuis 1809 jusqu'en 1815, comprenant les provinces de Pernambuco (Fernambouc), Seara, Paraïba, Maragnan, etc.. Tradujo Antoine Jay. Editor Delaunay, 440 pp. en línea

- -----------------. 1816. On the amelioration of slavery. Editor The Pamphleteer. 344 pp. en línea

## Honores
- Miembro de la Sociedad Linneana de Londres, en 1815.[1]